# Reinhard Tritscher
Reinhard Tritscher (ur. 5 sierpnia 1946 w Ramsau am Dachstein, zm. 20 września 2018 w okolicach Scheichenspitze) – austriacki narciarz alpejski. W 1972 roku wziął udział w igrzyskach olimpijskich w Sapporo, gdzie był ósmy w gigancie, w zjeździe zajął 31. miejsce, a w slalomie został zdyskwalifikowany. W Pucharze Świata pierwsze punkty zdobył 31 marca 1968 roku w Rossland, gdzie od razu stanął na podium, zajmując drugie miejsce w gigancie. W zawodach tych rozdzielił swego rodaka, Herberta Hubera i Guya Périllata z Francji. Najlepsze wyniki osiągnął w sezonie 1968/1969, kiedy to zajął trzecie miejsce w klasyfikacji generalnej, a w klasyfikacji giganta był drugi.
Zginął podczas wspinaczki na położony niedaleko rodzinnego Ramsau szczyt Scheichenspitze.

## Osiągnięcia

### Igrzyska olimpijskie
| Miejsce | Dzień     | Rok  | Miejscowość | Konkurencja | Czas biegu | Strata | Zwycięzca                 |
| ------- | --------- | ---- | ----------- | ----------- | ---------- | ------ | ------------------------- |
| 31.     | 7 lutego  | 1972 | Sapporo     | Zjazd       | 1:51,43    | +6,62  | Bernhard Russi            |
| 8.      | 10 lutego | 1972 | Sapporo     | Gigant      | 3:09,62    | +2,77  | Gustav Thöni              |
| DSQ1    | 13 lutego | 1972 | Sapporo     | Slalom      | 1:49,27    | –      | Francisco Fernández Ochoa |

### Mistrzostwa świata
| Miejsce | Dzień     | Rok  | Miejscowość | Konkurencja | Czas biegu | Strata | Zwycięzca                 |
| ------- | --------- | ---- | ----------- | ----------- | ---------- | ------ | ------------------------- |
| 31.     | 7 lutego  | 1972 | Sapporo     | Zjazd       | 1:51,43    | +6,62  | Bernhard Russi            |
| 8.      | 10 lutego | 1972 | Sapporo     | Gigant      | 3:09,62    | +2,77  | Gustav Thöni              |
| DSQ1    | 13 lutego | 1972 | Sapporo     | Slalom      | 1:49,27    | –      | Francisco Fernández Ochoa |

### Puchar Świata

#### Miejsca w klasyfikacji generalnej
- sezon 1967/1968: 16.
- sezon 1968/1969: 3.
- sezon 1970/1971: 33.
- sezon 1971/1972: 25.
- sezon 1972/1973: 16.
- sezon 1973/1974: 13.
- sezon 1974/1975: 38.

#### Miejsca na podium w zawodach
1. Rossland – 31 marca 1968 (gigant) – 2. miejsce
2. Heavenly Valley – 6 kwietnia 1968 (gigant) – 3. miejsce
3. Wengen – 12 stycznia 1969 (slalom) – 1. miejsce
4. Kranjska Gora – 16 lutego 1969 (gigant) – 1. miejsce
5. Squaw Valley – 1 marca 1969 (gigant) – 1. miejsce
6. Heavenly Valley – 6 kwietnia 1968 (gigant) – 3. miejsce
7. Val Gardena – 16 marca 1972 (gigant) – 2. miejsce
8. Grindelwald – 13 stycznia 1973 (zjazd) – 3. miejsce